# Parabible
Parabible je autorské dílo českého kazatele a teologa Alexandra Fleka na základě biblických textů.
Jedná se o velmi volné parafráze biblických příběhů, které jsou zasazeny do postmoderní doby (například uzdravení malomocných je zde uvedeno příběhem Deset feťáků).
Podle biblické chronologie jsou příběhy řazeny do následujících částí: Prolog, Inkarnace, Mise, Lekce, Ilustrace, Terapie, Konfrontace, Perspektiva, Pašije, Finále a další příběhy z per fanoušků a čtenářů jsou uvedeny v části Apendix.
Příběhy jsou vždy představeny řeckým (případně hebrejským) originálním textem, příslušným oddílem v překladu Bible21 a na sousední straně je vlastní, volně parafrázovaný text.
Knihu vydalo nakladatelství Biblion. Předmluvu napsal Martin C. Putna.